# Singapore ai XXIII Giochi olimpici invernali
Singapore ha partecipato ai XXIII Giochi olimpici invernali, che si sono svolti dal 9 al 28 febbraio 2018 a PyeongChang in Corea del Sud, con una delegazione composta da 1 atleta, Cheyenne Goh nello short track.

## Short track
Singapore ha qualificato nello short track un'atleta.

### Femminile
| Gara   | Atleta       | Batterie | Batterie  | Semifinali      | Semifinali      | Finale          | Finale          |
| Gara   | Atleta       | Tempo    | Posizione | Tempo           | Posizione       | Tempo           | Posizione       |
| ------ | ------------ | -------- | --------- | --------------- | --------------- | --------------- | --------------- |
| 1500 m | Cheyenne Goh | 2:36.971 | 5         | Non qualificata | Non qualificata | Non qualificata | Non qualificata |